# Antonella Cimatti
Antonella Cimatti (Faenza, 6 luglio 1956) è una ceramista artista italiana.

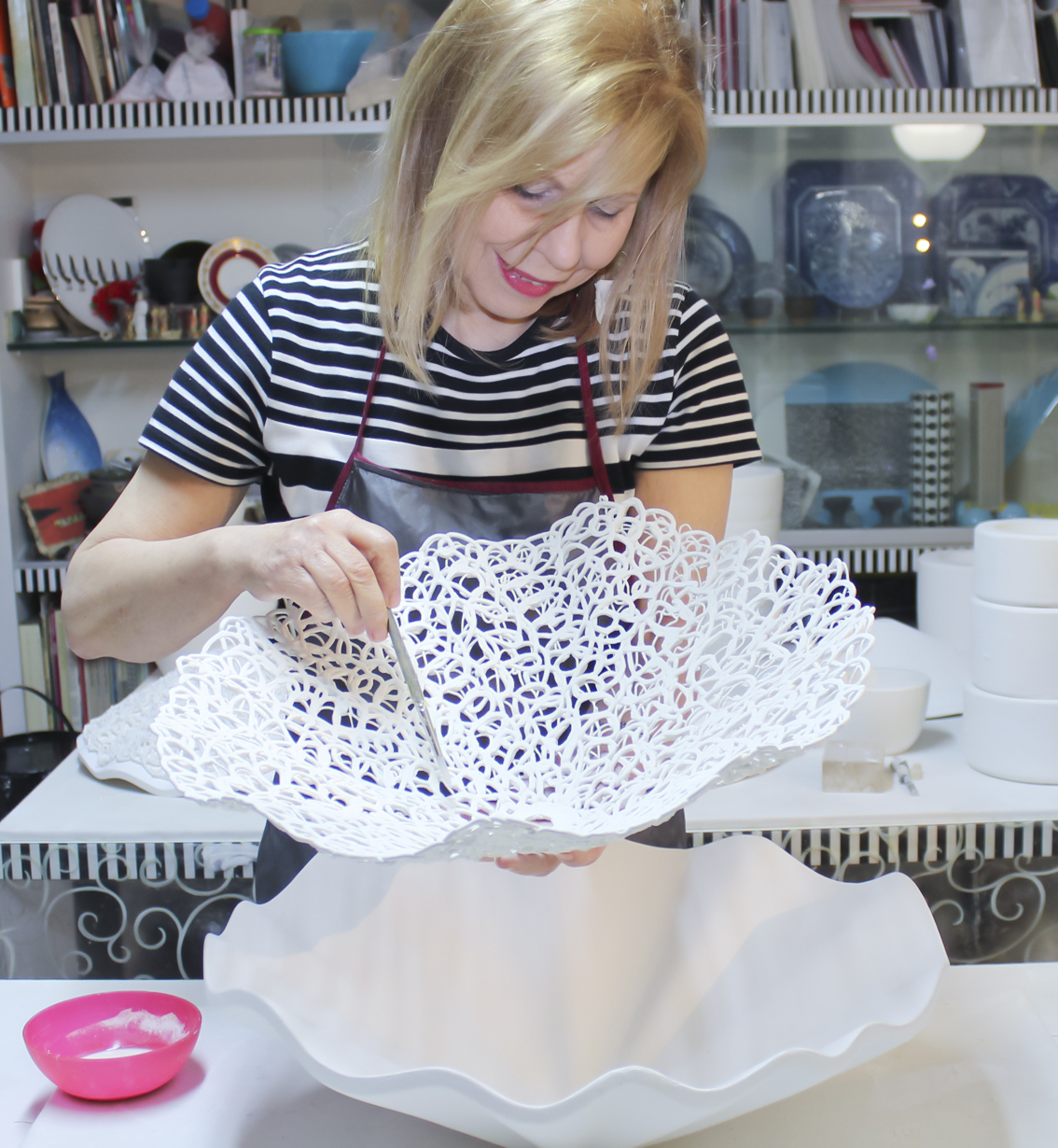
Ritratto di Antonella Cimatti mentre crea una crespina, sua reinterpretazione di oggetti della tradizione faentina (2016).

Il suo concept si basa sulla leggerezza e l’immaterialità della porcellana e dei materiali ceramici avanzati, conseguita anche mediante installazioni luminose con fibre ottiche e LED.
Ha rielaborato le crespine, oggetti originariamente della tradizione faentina, utilizzati nelle grandi corti europee del XVI e XVII Secolo; ha impiegato a questo scopo la porcellana paper clay, per una nuova collezione, iniziata nel 2005, basata su questa tecnica, conosciuta attraverso i libri, i contatti e l’amicizia con Rosette Gault.
Ha partecipato e partecipa a mostre e concorsi in Italia e all'estero (Francia, Spagna, Regno Unito, India, Slovenia, Russia, Corea del Sud, Australia, Taiwan, Giappone, USA), vincendo premi e riconoscimenti.

## Biografia

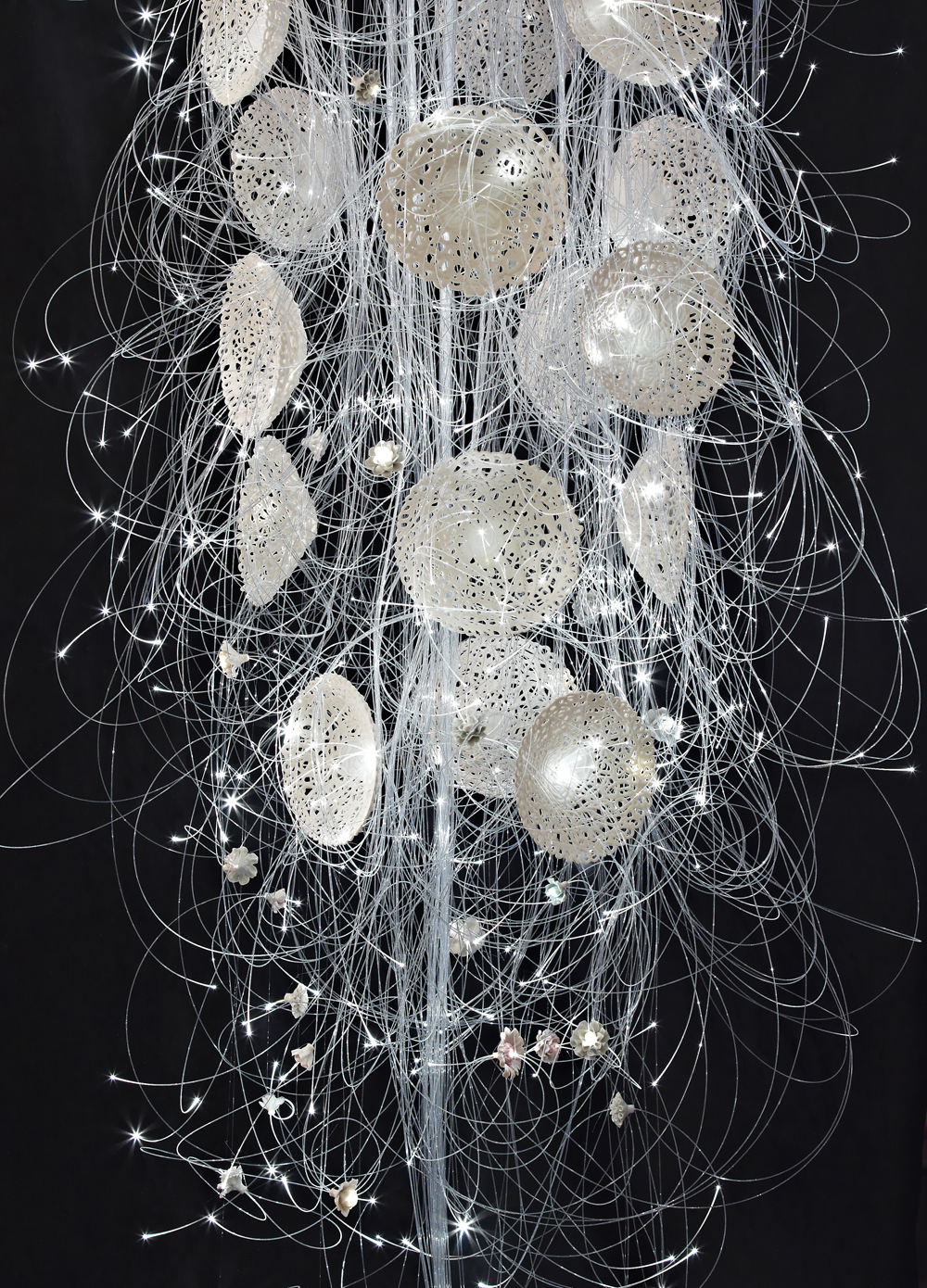
Caduta di fibre ottiche, opera di Antonella Cimatti (2011).

Allieva di Carlo Zauli all'Istituto d'Arte Ballardini (oggi Liceo Torricelli-Ballardini) di Faenza, ha conseguito la laurea presso l'Accademia di Belle Arti di Bologna. Ha insegnato Design al “Ballardini” di Faenza dal 1979 fino a settembre 2017.
Ha completato gli studi con stage all'estero: Doban Decoration Technique (Toki, Giappone, 1981), Porcelain Filigree (Limoges, Francia, 1985) e Jewerly Design (Portsmouth, Inghilterra, 1988).
Ha anche insegnato all'estero per brevi periodi, attraverso progetti come Artist Fellowship Exchange, European Communities nel 1991 presso Art and Design Schools a Portsmouth, in Inghilterra, e a Turnhout in Belgio nel 1995.
Dal 1982 al 1986 è stata invitata in vari movimenti di ricerca artistica teorizzati da critici d'arte tra cui: A Tempo e a Fuoco a cura di Vittorio Fagone e Gian Carlo Bojani e De Sculptura a cura di Filiberto Menna; ha anche partecipato a numerose mostre in Italia e all'estero con il gruppo La Nuova Ceramica a cura di Franco Solmi. Inoltre dal 1986 al 1996 progetta in collaborazione con la Ceramica Flavia di Montelupo Fiorentino, e con gli studi di Faenza Liverani-Spadoni e Laura Silvagni.
Nel 2011 è stata invitata a partecipare alla 54ª Esposizione Internazionale d'Arte della Biennale di Venezia, al Padiglione Italia e nel 2016-2017 a W-WOMEN IN ITALIAN DESIGN, presso il Triennale Design Museum di Milano.
Vive con la sua famiglia a Faenza.

## Premi e riconoscimenti

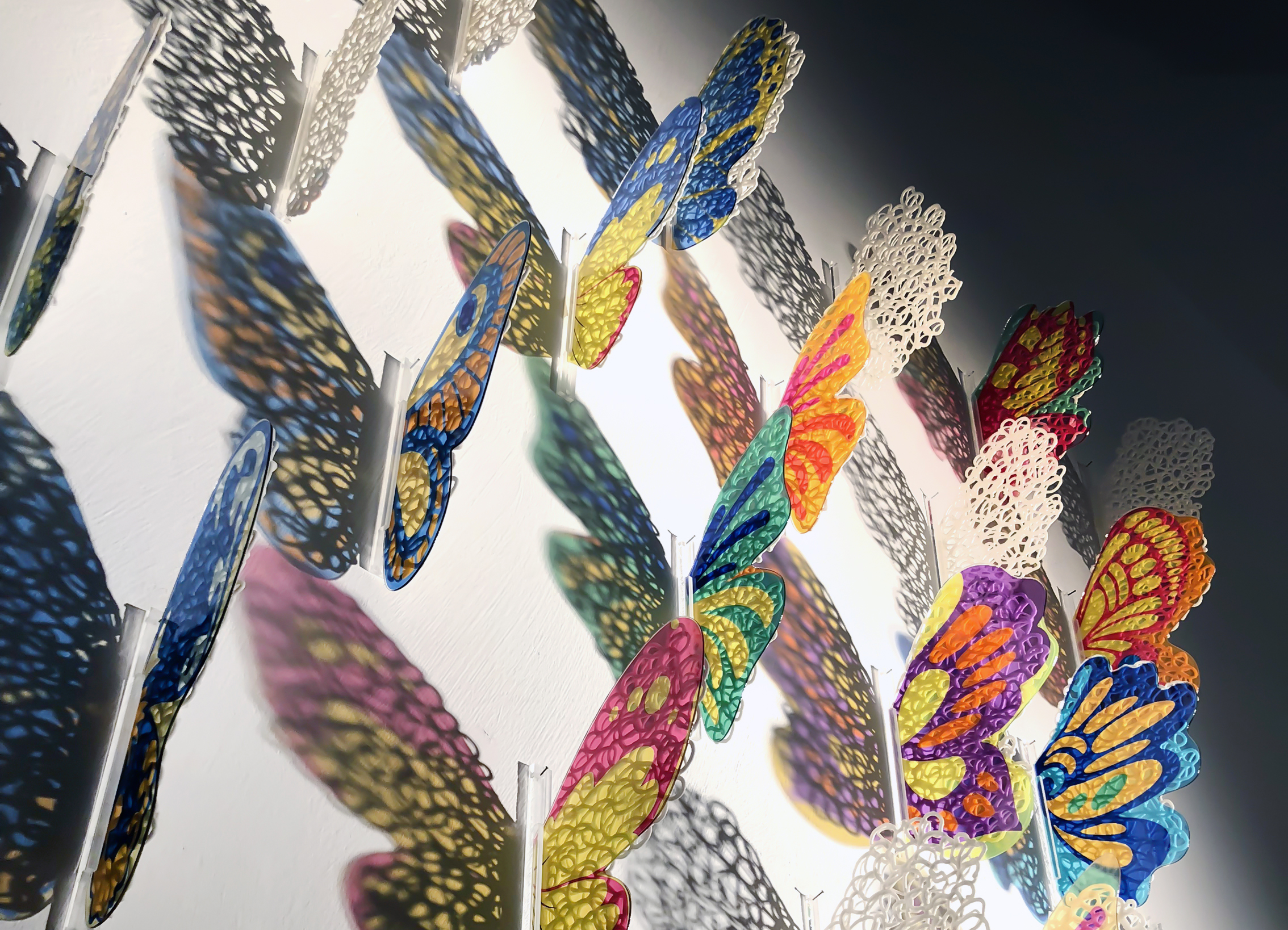
Farfalle, opera di Antonella Cimatti (2015).

- 2º Concorso Nazionale della Ceramica, Reggio Calabria,  Premio Città di Reggio Calabria   1981
- Oggetto d’uso e d’arredo per la casa, XXV^ Concorso Internazionale Gualdo Tadino,  Primo Presio   1985
- Steelite International European Design Awards 1992, Stoke-on-Trent, Inghilterra,  Terzo premio   1992
- Un disegno per la tavola, Montelupo Fiorentino,  Primo premio   1994
- Il piatto da tavola, Faenza,  Medaglia d'oro   2003
- Il vaso officinale, Collegno,  Primo presio   2004
- Sale in corpo, Ente ceramica Faenza Ravenna,  Primo premio ex aequo   2005
- The 4th World Ceramic Biennale 2007 Korea International Competition, Yeoju World Ceramic Livingware Gallery, Corea del Sud,  Premio d'argento   2007
- Seapot-teapot competition, Portogallo,  Primo premio ex aequo   2011
- The 4rd Taiwan Gold Teapot Prize exhibition at Yingge Ceramics Museum, Taiwan,  Honorable mention with merit   2012
- MunGyeong Chasabal (Tea Bowls) Festival 2013 South Korea,  Public Prize   2013
- Sixth International Small Teapot Competition, AMOCA, Pomona, California, USA,  Primo premio   2014
- The 1st World Ceramic Teapot Competition, Yixing, Cina,  Premio di bronzo   2019

## Presenza nei musei

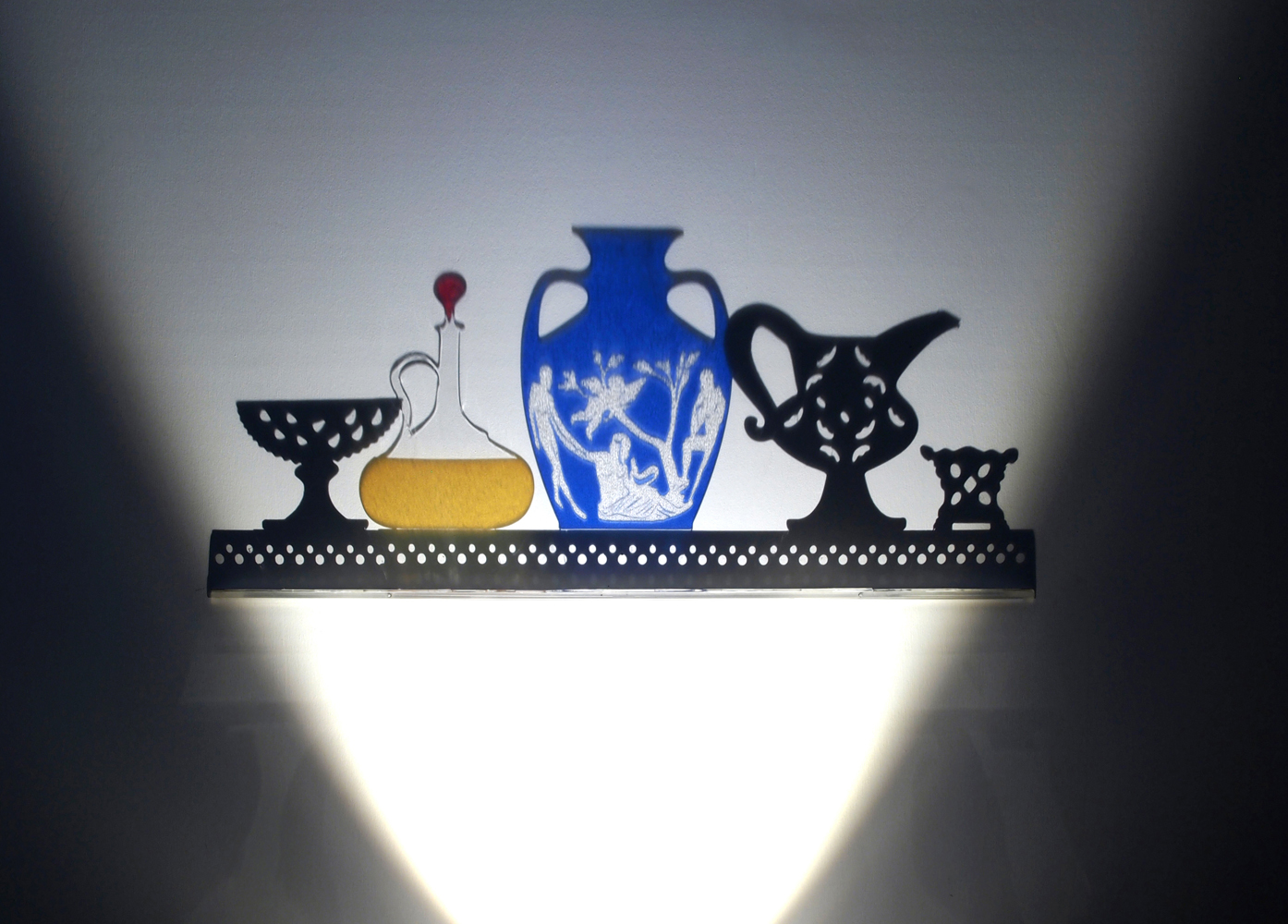
Ombre, opera di Antonella Cimatti (2018).

- Istituto Statale d’Arte “Frangipane” (Collezione Ceramica Contemporanea), Reggio Calabria, 1981
- MIC, Museo internazionale delle ceramiche in Faenza (Laboratorio di “Giocare con L’arte”), Faenza, 1984
- Istituto Statale d’Arte “F. A. Grue” (Raccolta della Ceramica Contemporanea), Castelli, 1986
- Archivio Industriale Bitossi, Montelupo Fiorentino, 1992
- Museum Ariana, Ginevra, Svizzera, 1989 e 2011
- MIC, Museo internazionale delle ceramiche in Faenza, Faenza, 1989 e 2016
- Assopiastrelle (Centro di Documentazione della Piastrella di Ceramica Italiana), Sassuolo, 1995
- Museo Internazionale della Donna nell‘Arte, Scontrone, 2002
- Toki Municipal Institute of Ceramics, Toki-shi, Giappone, dal 2005 al 2008
- World Ceramic Exposition Foundation (WOCEF collections), Corea del Sud, 2007 e 2015
- Placas de Artistas, Nuevo Leòn, Messico, 2008
- Coast City Art Gallery, Australia, 2008
- Museu de Ceràmica de l’Alcora, Valencia, Spagna, 2008
- Foshan Creative Industry Park, Foshan, Cina, 2009
- Museo Opificio Rubboli, Gualdo Tadino, 2009
- Jingdezhen Ceramics Museum, Jingdezhen City, Cina, 2011
- Cheongju International Craft Museum, Cheongju, South-Korea, 2011
- 10° Bienal Internacional de ceramica Artistica de Aveiro (Camara Municipal), Portogallo, 2011
- Ambasciata d’Italia a Lisbona, Portogallo, 2011
- Sèvres - Cité de la céramique, Francia, 2011
- Museu de les Arts Decoratives, Museo del design di Barcellona, Barcellona, Spagna, 2012
- Westerwald Ceramics Museum, Höhr-Grenzhausen, Germania, 2012
- Fule International Ceramic Art Museum (FLICAM) Italian Pavillion, Fuping, Cina, 2013
- Shimada City, Giappone, 2013
- Kecskemét Collection Kecskemét (International Ceramics Studio), Ungheria, 2014
- The Clay Studio Philadelphia, USA, 2015
- Musée de la céramique (Musée Magnelli), Vallauris, Francia, 2016
- ASU Art Museum, Tempe, USA, 2017
- The Shigaraki Ceramic Cultural Park, Giappone, 2017
- GNAM, Galleria nazionale d'arte moderna e contemporanea, Roma, 2017
- CNR (Istec), Faenza, 2018